# Victor Gollancz
Victor Gollancz Ltd — одно из крупнейших издательств Великобритании в 20 веке. Было основано в 1927 году левым интеллектуалом Виктором Голланцем и специализировалось на выпуске высококачественной литературы, научных и научно-популярных книг, а также научной фантастики. После смерти Голланца в 1967 году компания перешла к его дочери Ливии, которая продала её в 1989 году издательству Houghton Mifflin. Тремя годами позже, в 1992 году, Houghton Mifflin продали Gollancz издательскому дому Cassell & Co. В декабре 1998 года Orion Publishing Group приобрела Cassell & Co и стала выпускать свои книги по научной фантастике и фэнтези под именем Gollancz.
В 2011 году Gollancz запустили портал SF Gateway, где стали размещать более не выпускающиеся книги по научной фантастике в электронном виде. Как было объявлено, цель портала состояла в том, чтобы представить до 3000 наименований книг к концу 2012 года и 5000 (или более) к 2014 году и объединиться с «Энциклопедией научной фантастики».